# خلیفه کند
خلیفه‌کند (به لاتین: Xəlfəlikənd) یک منطقه مسکونی در جمهوری آذربایجان است که در شهرستان لریک و در دهیاری مستان واقع شده است.خلیفه‌کند ۳۳ نفر جمعیت دارد.